# Нова-Суха (гміна)
Гміна Нова-Суха (пол. Gmina Nowa Sucha) — сільська гміна у центральній Польщі. Належить до Сохачевського повіту Мазовецького воєводства.
Станом на 31 грудня 2011 у гміні проживало 6294 особи.

## Площа
Згідно з даними за 2007 рік площа гміни становила 90.34 км², у тому числі:
- орні землі: 85.00%
- ліси: 8.00%

Таким чином, площа гміни становить 12.36% площі повіту.

## Населення
Станом на 31 грудня 2011:
| Опис     | Загалом | Загалом | Чоловіки | Чоловіки | Жінки | Жінки |
| -------- | ------- | ------- | -------- | -------- | ----- | ----- |
| одиниця  | осіб    | %       | осіб     | %        | осіб  | %     |
| все      | 6294    | 100     | 3083     | 48.98    | 3211  | 51.02 |
| міське   | 0       | 100     | 0        |          | 0     |       |
| сільське | 6294    | 100     | 3083     | 48.98    | 3211  | 51.02 |

## Сусідні гміни
Гміна Нова-Суха межує з такими гмінами: Болімув, Віскіткі, Коцежев-Полудньови, Неборув, Рибно, Сохачев, Сохачев, Тересін.